# Manobra de Sellick
A manobra de Sellick (também conhecida como pressão cricóide) é um método de prevenir a regurgitação de um paciente anestesiado durante uma intubação endotraqueal através da aplicação de pressão sobre a cartilagem cricóide, que por sua vez causa uma oclusão esofagiana proximal. A manobra recebe o nome em homenagem ao anestesista britânico Brian Arthur Sellick (1918–1996), que foi quem descreveu o procedimento em 1961.

## Método
A manobra de Sellick é executada ao se aplicar uma leve pressão ao pescoço anterior ao nível da cartilagem cricóide. A manobra é utilizada para ajudar a alinhar a via aérea durante a intubação endotraqueal e promover um meio de prevenir, através da obstrução externa do esôfago, que o conteúdo gástrico escorra para a faringe, o que poderia causar a aspiração de substâncias para os pulmões e vômitos durante as ventilações em uma via aérea desprotegida.
A pneumonite por aspiração possui uma alta taxa de mortalidade e este método pode diminuir sua ocorrência.